# Ariadna rapinatrix
Ariadna rapinatrix är en spindelart som beskrevs av Tord Tamerlan Teodor Thorell 1899. Ariadna rapinatrix ingår i släktet Ariadna och familjen sexögonspindlar. Inga underarter finns listade i Catalogue of Life.